# Powiat Minamishitara
Powiat Minamishitara (jap. 南設楽郡 Minamishitara-gun) – dawny powiat w Japonii, w prefekturze Aichi. W 2005 roku liczył 16 703 mieszkańców.

## Historia[2]

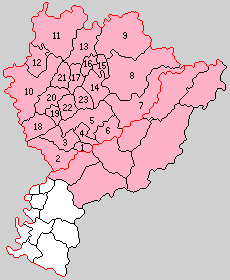
Powiat Minamishitara (1–23 – 1889 r.)

Powiat został założony 20 grudnia 1878 roku w wyniku podziału powiatu Shitara na dwa mniejsze. Wraz z utworzeniem nowego systemu administracyjnego 1 kwietnia 1889 roku powiat Minamishitara został podzielony na 1 miejscowość i 22 wioski.
- 28 kwietnia 1894 – wioska Ebi zdobyła status miejscowości. (2 miejscowości, 21 wiosek)
- 1 maja 1906: (2 miejscowości, 5 wiosek)
  - wioska Hōraiji powiększyła się o teren wiosek Tadamochi, Shiose, Furi, Isshiki oraz Aigō.
  - wioski Chiaki i Nishigō połączyły się tworząc wioskę Chisato.
  - wioski Hirai, Shigaraki i Iwakura połączyły się tworząc wioskę Tōgō.
  - wioski Tomoe, Tabara, Suganuma, Takamatsu, Tashiro, Sugihira (杉平村), Yasunaga, 荒原村 oraz Ōwada połączyły się tworząc wioskę Tsukude.
- 1 lutego 1948 – wioska Tsukude powiększyła się o część wioski Shimoyama (z powiatu Higashikamo).
- 15 kwietnia 1955 – miejscowość Shinshiro połączyła się z wioskami Chisato i Tōgō (z powiatu Minamishitara) oraz wioskami Yana i Funatsuke (z powiatu Yana). (2 miejscowości, 3 wioski)
- 1 kwietnia 1956 – w wyniku połączenia wiosek Nagashino i Hōraiji oraz miejscowości Ōno i wioski Nanasato (z powiatu Yana) powstała miejscowość Hōrai. (3 miejscowości, 1 wioska)
- 1 lipca 1956 – część wioski Miwa z powiatu Kitashitara została włączona do miejscowości Hōrai.
- 30 września 1956: (2 miejscowości, 1 wioska)
  - miejscowość Ebi i wioska Yamayoshida (z powiatu Yana) zostały włączone do miejscowości Hōrai.
  - część miejscowości Shinshiro została włączona do miejscowości Hōrai, a inna część miejscowości Hōrai została włączona do miejscowości Shinshiro.
- 1 listopada 1958 – miejscowość Shinshiro zdobyła status miasta. (1 miejscowość, 1 wioska)
- 1 października 2005 – miejscowość Hōrai i wioska Tsukude zostały włączone w teren miasta Shinshiro. W wyniku tego połączenia powiat został rozwiązany.